# Lohusuu (Dorf)
Koordinaten: 58° 57′ N, 27° 3′ O
Das Dorf Lohusuu (estnisch Lohusuu alevik) liegt im Kreis Ida-Viru (Ost-Wierland) im Nordosten Estlands. Es ist der Hauptort der gleichnamigen Landgemeinde (Lohusuu vald).

## Beschreibung und Geschichte

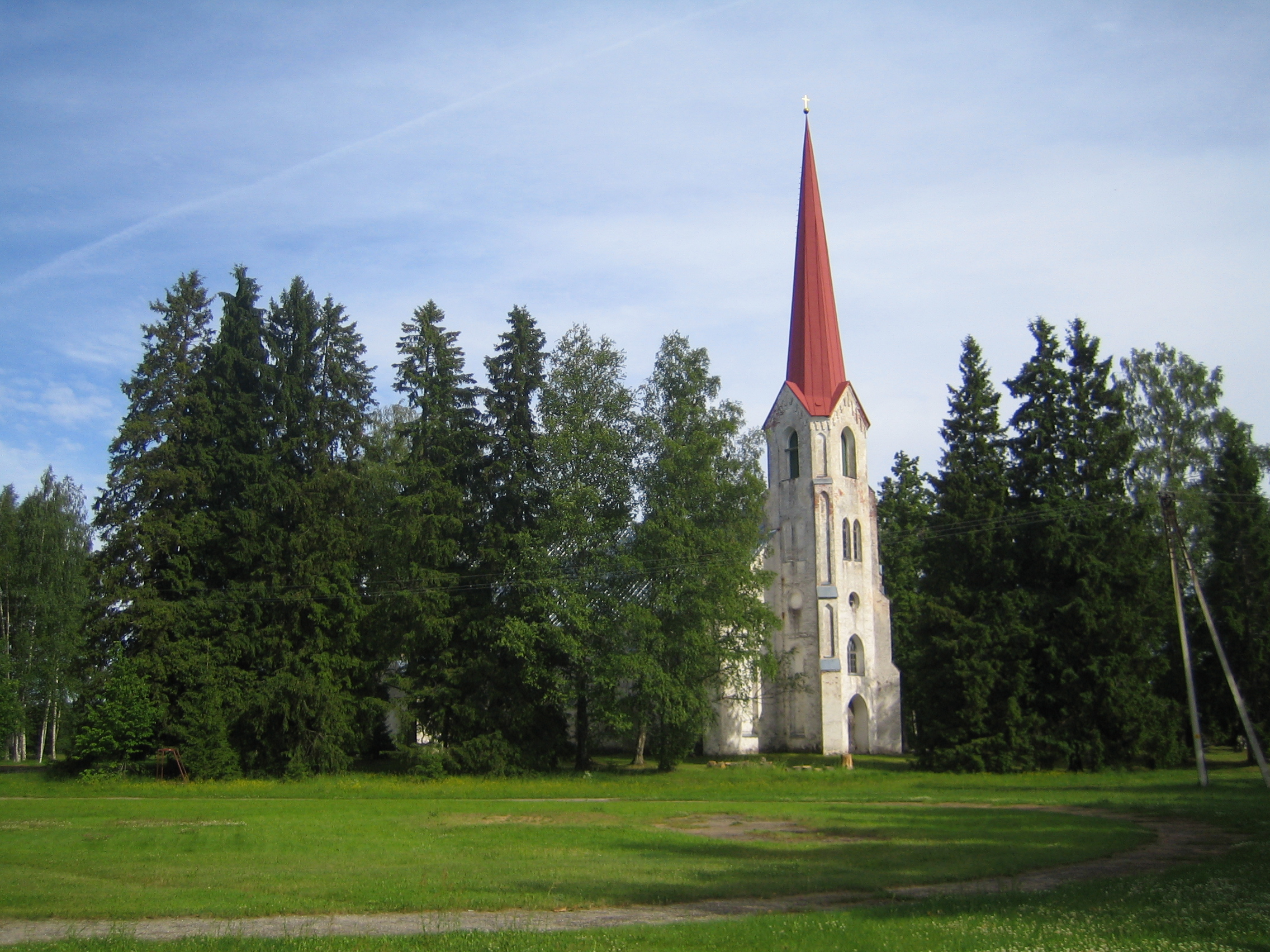
Evangelisch-lutherische Kirche von Lohusuu

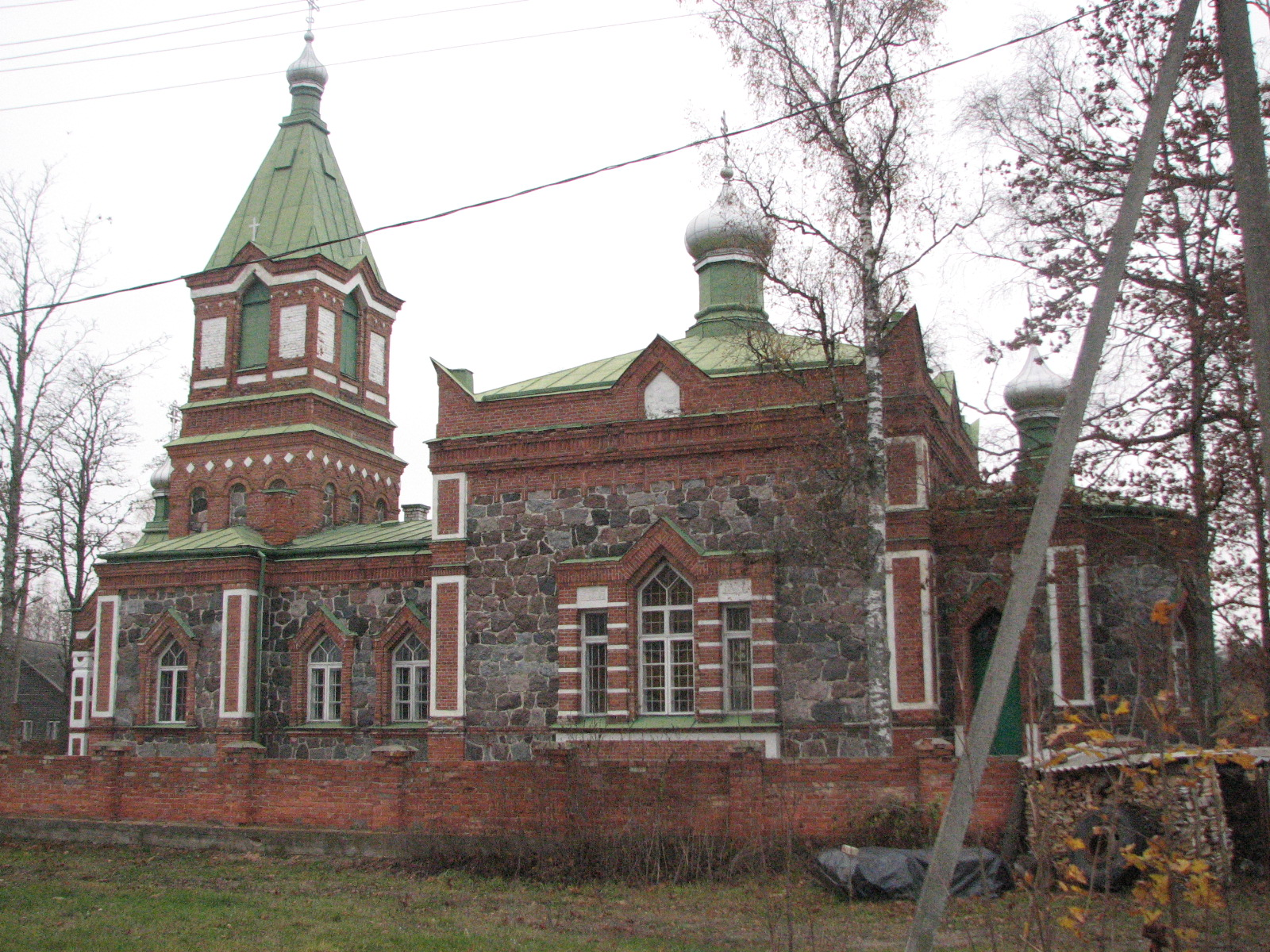
Russisch-orthodoxe Kirche der Kreuzigung des Herrn

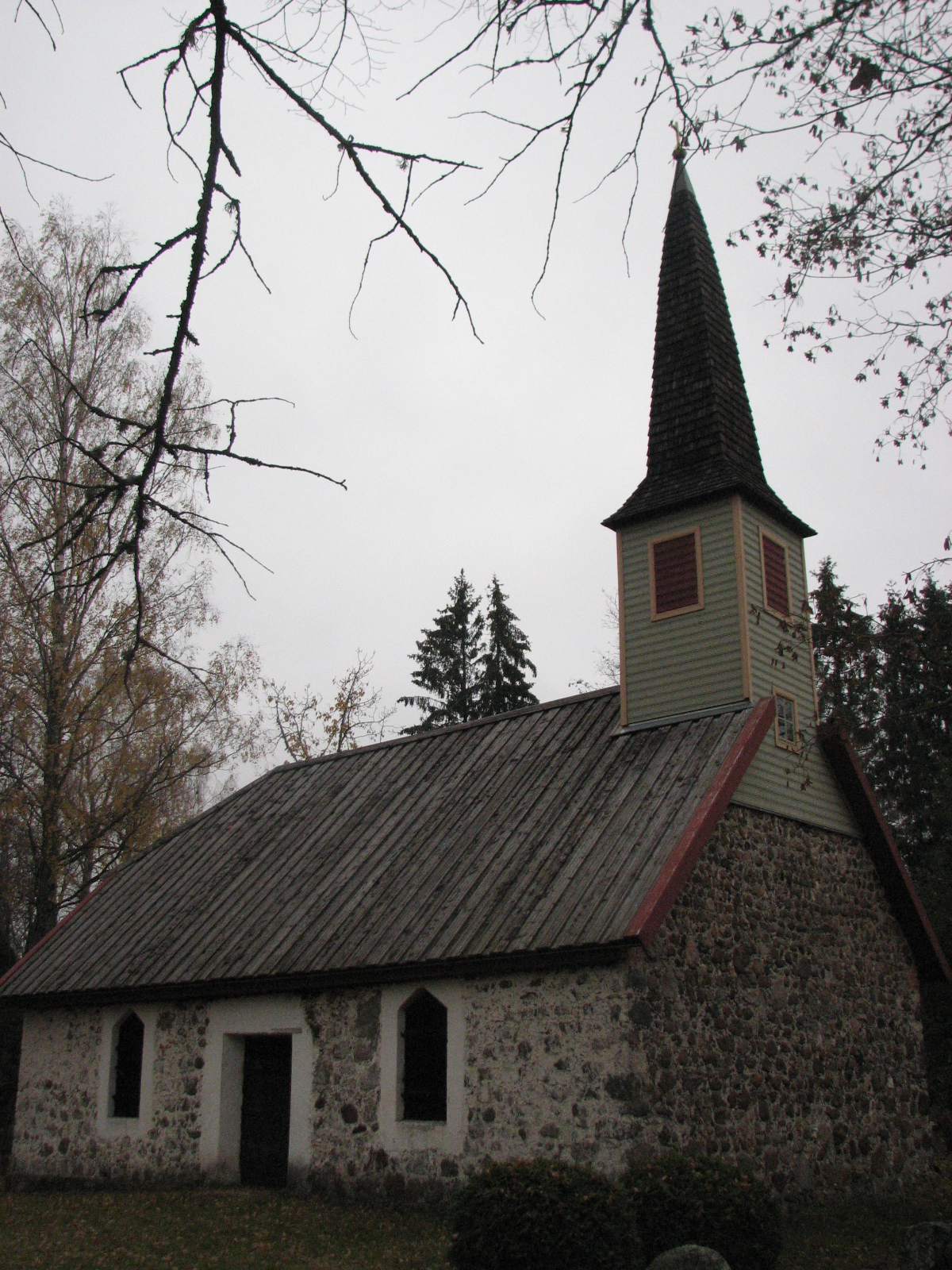
Lutherische Friedhofskapelle

Lohusuu (deutsch Lohusu) hat 452 Einwohner (Stand 4. Januar 2010). Es war früher ein Fischerdorf an der wichtigen Straße, die vom livländischen Tartu (Dorpat) nach Narva führte. In Lohusuu mündet der 48 km lange Fluss Avijõgi in den Peipussee (Peipsi järv). Dort gibt es einen kleinen Hafen.
Der Ort wurde erstmals 1599 urkundlich erwähnt. Das heutige Großdorf entstand erst 1977 durch einen Zusammenschluss der Dörfer Lagedi, Lohusuu, Separa, Ülejõe und Veneküla.

## Söhne und Töchter des Ortes
Berühmtester Sohn des Ortes ist der Volksaufklärer und Literat Otto Wilhelm Masing (1763–1832), der in Lohusuu geboren wurde. An ihn erinnert eine Gedenktafel, die an der örtlichen Bücherei angebracht ist. Die Lage seine Geburtshauses ist nicht mehr bekannt.

## Religion
Der Ort war traditionell zweigeteilt: im 18. Jahrhundert siedelten auf der Ostseite des Flusses russischsprachige Altorthodoxe. Das Dorf wurde auch Veneküla („Russendorf“) genannt. Auf dem gegenüberliegenden Ufer lebten die estnischsprachigen Lutheraner. Beide Kirchengemeinden gibt es bis heute.

### Russisch-orthodoxe Kirche
Die orthodoxe Kirche der Erscheinung des Herrn (estnisch Issanda Ristimise kirik) untersteht heute der Estnischen Orthodoxen Kirche des Moskauer Patriarchats (Moskva Patriarhaadi Eesti Õigeusu Kirik). Der Sakralbau wurde 1896/97 im Stil des Historismus errichtet. Architekt war Wladimir Lunski.

### Evangelisch-lutherische Kirche
Die heutige evangelisch-lutherische Kirche wurde zwischen 1878 und 1882 im neogotischen Stil fertiggestellt. Ihr Architekt ist unbekannt. Die Orgel stammt aus der Werkstatt der süddeutschen Firma Walcker. Das Altarbild von 1880 ist ein Werk des Tartuer Künstlers Woldemar Friedrich Krüger (1807–1893). Bei dem Gotteshaus befindet sich auch der Friedhof des Ortes.
Die ehemalige Kirche aus Holz von 1667, die der Schlossherr von Laiuse Erik Fleming am Ufer des Peipussees errichten ließ, steht heute nicht mehr.